# Simon Georg Schmidt
Simon Georg Schmidt, född den 21 mars 1801 i Detmold, död 1861, var en tysk violinist. 
Schmidt var soloviolinist hos hertigen av Sachsen-Coburg, därpå kapellmästare vid katedralen i Münster samt åren 1829–1832 soloviolinist i sällskapet Felix Meritis i Amsterdam. Efter en mängd konsertresor genom Tyskland, vid vilka han rönte mycken framgång, slog han sig ned i Halle an der Saale. Hans kompositioner är av föga betydenhet.